# 查尔斯·拜茨
查尔斯·R·拜茨（Charles R. Beitz，1949年—），是美国的政治學家。他是普林斯顿大学的Edward S. Sanford 政治学教授，专攻政治理论，也是大学人类价值中心的前任主任。 他的學術兴趣集中在国际政治理论、民主理论、人权理论和法律理论。
拜茨自普林斯顿大学取得博士學位。1987年到1988年年間，拜茨是哈佛大學貝爾福科學與國際事務研究中心國際安全項目的研究员。在加入普林斯顿政治系之前，拜茨曾在斯沃斯莫尔学院和鲍登学院任教。2007至2008年間，拜茨是史丹佛大学弗里曼·斯伯格里國際問題研究所全球正义项目的政治学客座教授。
拜茨，与博格、亨利．舒等人，在全球正義領域擁有影響力。  特別是，將罗尔斯的《正義論》從国内的正義理论挪用到國際關係與國際政治領域。1979年出版的《政治理论与国际关系》是其代表作之一。  2008年，拜茨獲選為美國文理科學院院士。 

## 作品列表
- 《政治理论与国际关系》(Political Theory and International Relations, 1979)
- 《政治平等：一篇民主理論的論文》(Political Equality: An Essay in Democratic Theory, 1989)
- 《人權觀念》(The Idea of Human Rights, 2009)